# История Мелитополя
Первые населённые пункты на месте Мелитополя (Киз-Яр и Новоалександровка) возникли в 1785—1814 годах. В 1842 году село Новоалександровка было переименовано в город Мелитополь и стало центром Мелитопольского уезда. В конце XIX века Мелитополь значительно вырос благодаря торговле зерном, а в XX веке стал важным промышленным центром региона.

## До присоединения территории к Российской империи
Территория Мелитополя была заселена со времён палеолита. На Каменной могиле сохранились многочисленные петроглифы, самые ранние из которых датируются XXIV—XXII веками до н. э.
В VII веке до н. э. Северным Причерноморьем завладели скифы. К этому периоду относятся скифские захоронения в Мелитопольском кургане (IV век до н. э.), где были обнаружены многочисленные скифские артефакты, в том числе свыше 4000 золотых украшений.
Существует легенда, согласно которой в античное время на месте впадения Молочной реки в Молочный лиман располагалась колония под названием Мелитополь. Тем не менее, эта версия не находит документального подтверждения. В трудах Плиния Младшего действительно упоминается колония Милетополис, в трудах Клавдия Птоломея этот же город упоминается под названием Метрополис, но в обоих случаях город расположен на Днепре.
В IV веке земли Северного Причерноморья захватили гунны, в VI веке — авары, в VIII веке — хазары. После того как в 969 году князь Святослав Игоревич разбил Хазарский каганат, на смену им пришли племена печенегов. С XI века на приазовских землях хозяйничали половцы. В начале XII века русские князья на берегах Молочной реки разбили войска половцев.
После поражения русских князей в битве на реке Калке в 1223 году, территория будущего Мелитополя попала под влияние Золотой Орды и Крымского ханства.

## В Российской империи
В течение XVIII века Российская империя нанесла Крымскому ханству и Османской империи ряд военных поражений, и по манифесту Екатерины II от 8 апреля 1783 года земли, прежде бывшие под контролем Крымского ханства, были присоединены к России.
Топоним Мелитопольский появился на карте 2 февраля 1784 года, когда на месте Крымского ханства указом Екатерины II была учреждена Таврическая область, один из уездов которой был назван Мелитопольским. Из-за слабой заселённости края уезд долгое время не имел столицы, затем в 1796—1797 годах столицей уезда было селение Большой Токмак, а с 1801 года — Орехов.
Даты основания Мелитополя называются разные, от 1785 до 1814 года. В это время на территории города существовали небольшие населённые пункты. Когда в 1796 году на Молочные Воды пришли новые поселенцы, в селении Кизияр было только 7 хат.
В 1807—1808 годах на правом берегу Молочной реки ненадолго поселились ногайцы Едиссанской и Буджакской орд, пришедшие из Бессарабии. После того, как Россия и Османская империя в 1812 году заключили Бухарестский мирный договор, ногайцы вернулись в Османскую империю, а освободившиеся земли начали заселяться государственными крестьянами.
С 1814 года население стало быстро расти. На освобожденные ногайцами земли в урочище Кизияр переселились 95 крестьян из села Тимошевки. Поселение было названо Новоалександровкой, но старое название Кизияр также продолжало использоваться.
В 1815 году жители Новоалександровки выступили с прошением построить в селении деревянную церковь в честь святого Александра Невского, и в 1816 году храм был построен.
В 1834 году Новоалександровка располагалась по обе стороны от Кизиярской балки и включала 297 дворов. В селе стояла деревянная церковь во имя Александра Невского, работало 6 лавок и 2 питейных дома. Начиная с 1821 года, трижды в год проходили ярмарки: в неделю Христова воскресенья, 29 июня в день апостолов Петра и Павла и в день святого Николая в декабре. Торговля на ярмарках велась, прежде всего, скотом, шёлковыми и бумажными товарами.
16 апреля 1838 года, по проекту графа Воронцова было принято решение «для Мелитопольского уезда учредить уездным городом казенное село Ново-Александровку, переименовав оное в г. Мелитополь». Хотя на документе рукой Николая I написано «Исполнить», осуществление проекта затянулось, и только 7 января 1842 года Николай I подписал указ «О новом устройстве полицейского управления северной части Таврической губернии», по которому Новоалександровка переводилось в разряд городов, назначалась центром Мелитопольского уезда и переименовывалась в Мелитополь. В Мелитополь были переведены уездное управление, уездный суд, земский суд, уездное казначейство, созданы городское управление, городская полиция, тюрьма. Проектирование и строительство новых зданий для присутственных мест затянулось, и долгое время они размещались в арендуемых домах.
До 1867 года городом управлял руководитель городской полиции — городничий (до 1863) или исправник (1863—1867). 8 мая 1867 года в Мелитополе было введено упрощённое городское хозяйственное управление, и во главе города стал городской староста. После принятия Городового положения 16 июня 1870 Мелитополем управлял городской голова, избираемый городской думой. (См. также Градоначальники Мелитополя.)
В 1897 году население города составляло 15 489 человек и по признаку родного языка было разделено на следующие группы: великорусский — 6 630 чел. (42,8 %), еврейский — 6 214 чел. (40,1 %), малорусский — 1 366 чел. (8,8 %), татарский — 515 чел. (3,3 %), армянский — 203 чел. (1,3 %), немецкий — 184 чел. (1,2 %).
В 1907—1908 годах мелитопольский предприниматель Илья Борисович Стамболи (1871—1954) построил в городе Зимний театр (позже ставший Дворцом культуры «Октябрь»), первый в городе кинотеатр (как его тогда называли, электробиограф), летний сад с эстрадой и лодочной станцией на берегу Молочной реки (теперь территория спорткомплекса и санатория Моторного завода рядом со стадионом «Авангард»).
В 1869, 1879 и 1898 годах в Мелитополе проходили крупные сельскохозяйственные выставки.
- Старые фотографии
- Александро-Невский собор
- Мариинский проспект
- Улица Александра Невского во время наводнения 1909 года
- Реальное училище (ныне трикотажная фабрика)
- Дом И. В. Юрицына на Бульварной улице
- Летний сад Стамболи

## Революция и гражданская война

### Февральская революция
Из-за отсутствия надёжной связи, новости о революционных событиях в Петрограде доходили в Мелитополь с большим опозданием. В Мелитополе февраль 1917 года прошёл спокойно, и телеграмма об отречении Николая II от престола оказалась для Городской думы полной неожиданностью.
Митинги на мелитопольских предприятиях были устроены только 4 марта, по инициативе социал-демократов. На них рабочие выбрали своих представителей в местный Совет, по одному депутату от 50 рабочих. Председателем Совета стал меньшевик А. Бархатов, а его заместителем Н. И. Пахомов.
Затем на Базарной площади, перед Александро-Невским собором состоялся митинг в поддержку Временного правительства. После митинга депутаты Мелитопольского Совета посетили расквартированные в Мелитополе воинские части и провели переговоры о выборах в Совет делегатов от солдат. Также 4 марта Совет избрал исполнительный комитет, которому были поставлены задачи организации рабочих, солдат и крестьян, улаживание конфликтов между рабочими и предпринимателями, ослабление эксплуатации рабочих, создание продовольственных комитетов, обезоруживание полиции и замена её милицией из рабочих.
Планы, намеченные Советом рабочих и солдатских депутатов, осуществлялись вяло. Социал-демократы (большевики и меньшевики), эсеры, либералы и другие партии вели в Совете борьбу за портфели. Директивы Временного правительства практически не доходили до исполнения, и влияние центральной власти на собылия в городе оказывалось минимальным.
Летом 1917 года в Мелитополе продолжала течь мирная жизнь. Продолжались дискуссии между политическими партиями. Оганизационно оформилось разделение меньшевиков и большевиков. Во главе последних стали К. И. Бронзос, Л. И. Витхин, И. Е. Денисенко. С 23 по 28 октября в Мелитополе выступил с лекциями профессиональный революционер Жан Миллер.

### Октябрьская революция
25 октября 1917 года в Петрограде произошла Октябрьская революция, в результате которой Временное правительство было свергнуто и власть в столице захватили большевики. Известие о государственном перевороте пришло в Мелитополь утром 26 октября. Вечером 26 октября в зимнем театре Стамболи собрался Совет рабочих и солдатских депутатов. Совет принял резолюцию, по которой он принимал всю власть в городе в свои руки, а городская управа и земство распускались. Меньшевики и эсеры не решились оказать новому режиму открытое сопротивление.
Среди населения, особенно его беднейших слоёв, возник революционный подъём, вылившийся в уличные беспорядки, поджоги и погромы. Председатель городской Думы А. Бархатов был вынужден запросить из Севастополя отряд военных моряков для подавления беспорядков. Вечером 26 октября произошёл пожар на винокуренном заводе Хохловкина, и уцелевшие от огня бутылки со спиртными напитками были расхищены.
27 октября среди пьяных хулиганов, дезертиров и солдат появлялись агитаторы, призывавшие толпу к грабежам и еврейскому погрому. В этот же день Жан Миллер на гарнизонном собрании Совета призывал к захвату государственной власти, неповиновению начальству и аресту офицеров.
28 октября 42-й запасной полк, две роты 34-го запасного полка, прибывшие из Симферополя, отряд Красной Гвардии и солдаты мотоциклетной команды пытались остановить погром и водворить в городе порядок. Было задержано 95 зачинщиков беспорядков, в том числе 23 уголовных преступника и 13 солдат.
Только утром 30 октября уличные беспорядки в Мелитополе были остановлены. Также 30 октября в город прибыл отряд из 376 военных моряков под командованием Н. Пожарова, но их помощь в установлении порядка уже оказалась не нужна.
Власть в Мелитополе продолжала оставаться в руках сторонников Временного правительства — меньшевиков и эсеров. Мелитопольский Совет обвинял большевиков в разжигании беспорядков и поддержке погромов. 2 ноября Совет принял резолюцию о непризнании решений и декретов II Всероссийского съезда Советов рабочих и солдатских депутатов и отказался исполнять «Декрет о мире» и «Декрет о земле».
30 ноября большевик Н. И. Пахомов вынес на голосование Совета предложение, чтобы городской Совет признал Совет Народных Комиссаров в Петрограде, однако меньшевики и эсеры выступили против, и предложение не прошло. Только 20 декабря мелитопольский Совет полностью перешел под контроль большевиков, а Н. И. Пахомов стал его председателем.
На несколько дней в Мелитополь вошли войска Центральной Рады, но 30 декабря власть в городе снова вернулась к большевикам. В январе 1918 года в Мелитополе были созданы военно-революционный трибунал и военно-революционный штаб, что положило начало красному террору. С 21 по 23 января 1918 года прошли съезды городского и уездного Советов.

### Гетманат Скоропадского (май — ноябрь 1918)
Тем временем на Украине усиливалась конфронтация между большевиками и Украинской Народной Республикой (УНР). 12 (25) января 1918 года в Киеве была провозглашена независимость УНР от России. В ответ на это 26 января (8 февраля) 1918 года большевистские части заняли Киев. 9 февраля 1918 правительство УНР подписало сепаратный Брестский мирный договор с Центральными державами.
12 февраля 1918 года в Харькове была првозглашена Донецко-Криворожская советская республика, в состав которой вошёл и Мелитополь. 17—19 марта 1918 Донецко-Криворожская советская республика была объединена с Украинской Народной Республикой Советов и Одесской Советской Республикой, в результате чего возникла Украинская Советская Республика.
2 апреля 1918 года в Мелитополь ворвались анархисты под командованием Полупанова на бронепоезде «Свобода или Смерть», а 3 апреля город был взят белогвардейскими отрядами деникинцев под командованием полковника Дроздовского. Власть в городе снова перешла к Думе, а многие большевистские активисты были расстреляны.
20 мая 1918 года Мелитополь был занят объединёнными австро-немецкими войсками и таким образом вошёл в состав Украинской державы гетмана Скоропадского. В городе открылись магазины, рестораны, кинематограф, возобновило работу общество «Просвіта», стала выходить украинская газета «Наш степ», в театре ставились спектакли Владимира Винниченко. В городе была создана контора, занимавшаяся сбором, учётом и отправкой за границу сельскохозяйственных продуктов: пшеницы, масла, мяса, шерсти. Одновременно действовало «Общество для вывоза немецких товаров на Украину», однако цены на товары, импортированные из Германии, были очень высоки.
Хотя мелитопольская буржуазия, часть интеллигенции и особенно немецкие колонисты Мелитопольского уезда приветствовали новый режим, сопротивление ему также было значительным. В Мелитополе работала подпольная большевистская группа, занимавшаяся пропагандой и распусканием слухов. В неё входили Соловьёв, Суворин, Короткий, Птицын. Для налаживания связи с подпольщиками в Мелитополь приезжали из Харькова приезжали представитель ЦК партии большевиков Ключ-Давиденко и известный революционер Тевелев. Ещё более решительное сопротивление австро-немецким войскам и режиму Скоропадского оказывала Революционная повстанческая армия Нестора Махно, действовавшая к северо-востоку от Мелитополя. К западу от города действовали партизанские отряды И. С. Опанасенко, П. С. Минько, А. Г. Лунева, С. П. Пожидаева, братьев И. С. и С. С. Кочубеев. Во второй половине июня 1918 года по призыву Всеукраинского железнодорожного забастовочного комитета бастовали железнодорожники станции Мелитополь.
Тем временем, в самой Германии вспыхнула Ноябрьская революция, что лишило её возможности оказывать военную поддержку Украинской державе Скоропадского. 7 ноября 1918 года Скоропадский был вынужден объявить в Мелитополе военное положение, а в течение ноября 1918 года австро-германская армия покинула город.

### При власти Красной Армии, деникинцев и махновцев (ноябрь 1918 — июнь 1920)
29 ноября 1918 года в Мелитополь вошла Добровольческая армия генерала Деникина. Первым её действием стала мобилизация молодых людей в армию, которая натолкнулась на сопротивление населения. Даже расстрелы активных отказников не дали результата. Попытка провести мобилизацию в сёлах лишь спровоцировала народные волнения. Тем временем, к Мелитополю подошли части Красной Армии. Бои красноармейцев против четырёхтысячного белогвардейского отряда, защищавшего город, приняли затяжной характер, и только 14 марта 1919 года Мелитополь был занят красными частями 2-й бригады 1-й Заднепровской дивизии под командованием С. И. Петриковского (Петренко).
В Мелитополе возобновилась деятельность большевистских органов власти, стали выходить большевистские газеты, 22 апреля 1919 года прошло общее собрание Мелитопольской городской партийной организации. В июне 1919 года ЦИК Советской Украины создал Таврическую губернию, административным центром которой был объявлен Мелитополь, но из-за возобновления военных действий губерния так и не была сформирована. Перед тем, как большевикам пришлось покинуть город, они сформировали из мелитопольцев 1-й коммунистический батальон под командованием К. С. Пирогова и комиссара А. Я. Дагина, который после этого сражался на фронтах Гражданской войны в составе Красной Армии.
29 июня 1919 года в Мелитополь снова вошла Добровольческая армия Деникина. Большевики ушли в подполье. Их организация, состоящая из 30 человек во главе с А. И. Сувориным и Н. О. Бравко, проводила агитацию среди населения, сбор разведданных и диверсии.
8 августа 1919 года, изгнав деникинцев, в Мелитополь вошла Повстанческая армия Нестора Махно. Несмотря на временный союз с Красной Армией, Махно разогнал Советы и передал власть Вольным Советам, которые пропагандировали анархические идеи и отказ от государства.
5 ноября 1919 года махновцы покинули Мелитополь, и отступающие с севера деникинские части пошли через город в сторону Крыма, который остался последним оплотом белого движения.
11 января 1920 года город был снова взят Красной Армией. При взятии города был захвачен белогвардейский бронепоезд и много другой военной техники.
Тем временем нарастал раскол между советским руководством и Повстанческой армией Нестора Махно. Махно, недовольный продразвёрсткой и большевизацией Советов, в конце декабря 1919 — начале 1920 года перестал сотрудничать с Красной Армией. 9 января 1920 года Всеукраинский ревком объявил армию Махно вне закона. У Мелитополя Красная Армия предприняла попытку окружить Махно, но он выполнил 60-километровый переход, 8 марта разбил часть Красной Армии, стоявшую у Кирилловки и по пересыпи между Молочным лиманом и Азовским морем вышел из окружения.

### Под властью Врангеля (июнь — октябрь 1920)
Летом 1920 года дислоцированная в Крыму белогвардейская Русская армия, перешедшая под командование барона Врангеля, развернула боевые действия против Красной Армии. Одним из удачных ударов белогвардейцев был рейд корпуса генерала Слащёва, который 6 июня 1920 года на 28 морских транспортах подошёл к берегу в районе Кирилловки, под прикрытием орудий высадил десант и после непродолжительных боёв с 13-й армией РККА под командованием И. Х. Паука, 10-12 июня взял Мелитополь. Управление 13-й армией было расстроено, и она беспорядочно отступала, но вскоре силы Красной Армии были перегруппированы и снова перешли в наступление. 23 июня 1920 года конная группа Д. П. Жлобы прорвала фронт белогвардейцев, но была окружена и разбита в районе реки Юшанлы. Боевые действия приняли позиционный характер, и к сентябрю 1920 года линия фронта остановилась в районе Ногайска и Большого Токмака.
Желая исправить сложную ситуацию на фронте, командование Красной Армии снова обратилось к помощи армии Махно, и 20 сентября 1920 года было заключено «Военно-политическое соглашение Революционной повстанческой армии (махновцев) с Советской властью».

## Межвоенный период

### Административное подчинение
До 1 января 1923 года город Мелитополь находился в составе Таврической губернии РСФСР. В 1923 году Мелитопольский уезд был ликвидирован, и Мелитополь стал центром Мелитопольского округа Екатеринославской губернии. Округ занимал обширную территорию, включая Геническ, Великую Белозёрку, Токмак и Черниговку. В июне 1925 года губернии на Украине были упразднены, и Мелитопольский округ перешёл в прямое подчинение Украинской ССР. А в июле 1930 года Мелитопольский округ был упразднён, как и большинство округов СССР.
15 сентября 1930 года в Мелитополь был перенесён центр Кизиярского района (до этого его центром было село Кизияр, пригород Мелитополя), а район был переименован в Мелитопольский. 20 мая 1933 года к Мелитопольскому району был присоединён Терпеньевский район (его центром было село Терпенье). С 1930 по 1939 год Мелитопольский район входил в Днепропетровскую область. 10 января 1939 года была создана Запорожская область, с тех пор Мелитопольский район — в её составе.

### Большой террор
С мая 1937 по май 1938 года из мелитопольской партийной организации были исключены 59 членов и 15 кандидатов в члены партии, в том числе 22 человека как враги народа, 16 за антигосударственную и антипартийную деятельность, 10 за связь с врагами народа.
В 1937—1938 годах в мелитопольском райкоме партии сменилось 5 руководителей. В 1937 году был арестован первый секретарь райкома В. Н. Митрофанов, а затем и назначенный на его место Алейников. Репрессии коснулись многих руководителей предприятий города. Одним из самых громких дел 1938 года в Мелитополе стало дело прокурора города С. П. Захаровича, обвиняемого в торможении расследования дел других врагов народа. Всего известно о 48 мелитопольских коммунистах, репрессированных в 1937—1938 годах. Из них 31 человек реабилитирован.

## Великая Отечественная война

### Взятие Мелитополя германскими войсками
В сентябре-октябре 1941 года проходили бои, получившие в немецкой литературе название «Сражение у Азовского моря». Армии советского Южного фронта противостояли 1-й армии Манштейна и румынским частям. В конце сентября 1941 года в ходе контрнаступления им удалось разбить севернее Мелитополя несколько румынских частей, из-за чего немцам пришлось закрывать прорыв частями, предназначенными для штурма Крыма. В результате был сорван быстрый захват Севастополя и организована его оборона частями Приморской армии, эвакуированной из-под Одессы. В свою очередь, немецкие войска, бросив в бой 1-ю танковую армию перешли в наступление в начале октября, и прорвав советскую оборону, окружили 18-ю армию Южного фронта восточнее Мелитополя. Более 100 тысяч солдат и офицеров попало в плен. Командующий армией генерал-лейтенант А. К. Смирнов погиб. Было потеряно 212 танков и 672 артиллерийских орудия. Сам город был взят 6 октября частями 11-й армии.

### Период оккупации во время ВОВ
Заняв Мелитополь, оккупационные власти первым делом провели массовые аресты коммунистов и комсомольцев, а также массовые расстрелы еврейского населения. Уже 8 октября 1941 года возле мельницы у Бердянского моста (улица Профинтерна) было расстреляно более 1 800 еврейских семей. Около Вознесенки, Константиновки и Данило-Ивановки в конце 1941 — начале 1942 года было расстреляно более 14 тысяч человек. На территории города и района было устроено несколько тюрем и концентрационных лагерей: на насосо-компрессорном заводе, на территории завода ковкого чугуна (ныне ОАО «Рефма»), в артели «Плодпром», в сёлах Вознесенка, Константиновка, Терпенье и Спасское.
Рейхскомиссариат Украина был разделен на 6 генеральных округов, и Мелитополь стал центром одного из них — генерального округа Крым-Таврия, включавшего часть Крыма и всю Херсонскую область. В Мелитополе были размещены многочисленные административные и силовые органы.
В годы оккупации в Мелитополе были введены в строй электростанция, завод ковкого чугуна, завод ОГПУ, маслозавод, пекарни, возобновилась базарная и магазинная торговля, работали рестораны, варьете, театр украинской драмы, кинотеатр, издавалась газета «Мелитопольский край».
Школы работали только начальные. Кроме того, в начале октября 1942 года Гебитскомиссариатом Мелитополя был издан приказ о всеобщей трудовой повинности, по которому дети от 14 до 17 лет также привлекались к работам. Для благоустройства города силами мелитопольцев было начато строительство стока для воды в Кизиярской балке.
В июне 1943 года Мелитополь посетили рейхсминистр восточных областей Альфред Розенберг и рейхскомиссар Эрих Кох и ознакомились с работами по переустройству города. Рейхсминистр наградил мелитопольского бургомистра Курило-Крымчака медалью «За усердную службу Германии».

### Освобождение Мелитополя
В начале осени 1943 года немцы, желая дать решительный оборонительный бой наступающим частям Красной армии, приступили к возведению оборонительной линии Пантера — Вотан, протянувшейся вдоль всей линии фронта от Финского залива до Азовского моря. Один из самых укреплённых её участков приходился на нижнее течение Молочной реки. Именно здесь войскам Южного фронта под командованием генерал-лейтенанта Ф. И. Толбухина было поручено прорвать оборону противника.
21 сентября советские войска вышли к оборонительному рубежу противника на Молочной реке, и 26 сентября перешли в наступление. Первоначально планировалось нанести главный удар основными силами севернее Мелитополя, а вспомогательный силами 28-й армии южнее Мелитополя в обход города с юго-запада. За первые 5 дней наступления советским войскам при больших потерях удалось вклиниться в оборону противника лишь на 2-10 км, и с 30 сентября по 9 октября наступление было временно остановлено. Заметив, что немцы перебрасывают значительные силы с южного фланга на северный, Толбухин перегруппировал силы в противоположном направлении, перебросив на южный фланг 51-ю армию, танковый и кавалерийский корпуса, и нанёс массированный удар в районе Мордвиновки. Через две недели после возобновления операции, 23 октября, Мелитополь был освобождён 51-й армией во взаимодействии с войсками 28-й армии. Одновременно войска, наступающие севернее города, также прорвали оборону и перерезали железнодорожную линию Запорожье — Мелитополь. Войска пошли в прорыв южнее Мелитополя, и уже к ночи 5 ноября вышли к низовьям Днепра и захватили плацдарм на южном берегу Сиваша. В ходе Мелитопольской операции германские войска потеряли убитыми 4 тысячи человек, а советские войска свыше 42 тысяч человек.
Отлитчившиеся в боях за Мелитополь красноармейцы
Абдалиев,
Байбулатов,
Карапетян,
Хайло,
Шахнович и ряд других были награждены орденом Герой Советского Союза.

## Послевоенный период
Первые послевоенные годы были посвящены восстановлению разрушенного войной города. Предприятия и учреждения вернулись из эвакуации. Промышленные предприятия восстанавливались и реконструировались, и уже к концу 1940-х годов ведущие предприятия Мелитополя превысили довоенный уровень производства.
Дальнейшее развитие промышленности города было преимущественно связано с машиностроением. В конце 1950-х годов на предприятиях города был налажен выпуск промышленных холодильных установок, силовых агрегатов для автомобиля «Запорожец» и другой техники. Второй важной отраслью промышленности города оставалась пищевая промышленность, перерабатывающая сельскохозяйственную продукцию, поставляемую аграрными предприятиями региона.
По утверждённому в 1948 году генеральному плану застройки Мелитополя жилищное строительство должно было преимущественно вестись в верхней, нагорной части города. В 1950—1980 годах новые районы с многоэтажной застройкой возникли на Новом Мелитополе, Микрорайоне, на проспекте Богдана Хмельницкого и улице Кирова.

## Мелитополь в составе независимой Украины
24 августа 1991 года Верховный совет УССР принял Акт провозглашения независимости Украины. 25 августа мелитопольский исполком горсовета, руководствуясь постановлением Президиума Верховного совета УССР «О собственности компартии Украины, КПСС на территории Украины», принял решение о ликвидации мелитопольского горкома компартии Украины. Власть в городе сосредоточилась в руках совета народных депутатов, а первым председателем исполкома горсовета стал А. И. Мангул. 12 ноября 1991 года над зданием мелитопольского горисполкома был поднят жёлто-синий флаг. 1 декабря 1991 года на Всеукраинском референдуме из 90 268 мелитопольцев, имеющих право голоса, 79 524 проголосовали за Акт провозглашения независимости Украины.
В первое десятилетие независимости экономика Украины пережила глубокий кризис, который в полной мере затронул и экономику Мелитополя. Предприятия города оказались не готовы к конкуренции на мировом рынке, особенно в условиях общего спада потребления, вызванного кризисом. Ситуация усугублялась недостатками системы управления и пришедшейся на первую половину 1990-х годов гиперинфляцией.
Предприятия сокращали производство, а иногда и полностью останавливались. Производились массовые сокращения сотрудников.
Спад производства по некоторым единицам продукции для мелитопольских предприятий в 1995 году по сравнению с 1985 показан в таблице:
| Предприятие          | Продукция             | 1985    | 1995    |
| -------------------- | --------------------- | ------- | ------- |
| «Рефма»              | холодильные установки | 33 573  | 3 358   |
| Компрессорный завод  | компрессоры           | 13 309  | 2 277   |
| Завод им. 23 Октября | станки                | 1 191   | 49      |
| Моторный завод       | двигатели             | 170 451 | 53 619  |
| МЗГГ                 | распределители        | 808 676 | 102 546 |
| МЗГГ                 | гидроцилиндры         | 551 270 | 41 820  |
| «Старт»              | стиральные машины     | 179 500 | 30 872  |

Многие стройки, начатые в начале 1990-х годов, были приостановлены, и часть из них не завершена до сих пор. В частности, так и не была завершена прокладка Мелитопольского троллейбуса.
Экономический спад вызвал и снижение рождаемости. Население Мелитополя уменьшилось примерно пропорционально населению Украины, со 173 000 человек в 1989 до 160 000 в 2001.
К началу 2000-х годов в экономике Мелитополя наметились положительные тенденции. Первыми из кризиса начали выходить малые и средние предприятия.
В 2004 и 2005 годах важными для города событиями стали взрывы артиллерийских складов в Новобогдановке, приведшие к перекрытию железной дороги и автомагистрали М-18 и эвакуации населения нескольких сёл Мелитопольского района.
События Евромайдана и протестов на юго-востоке Украины в 2014 году не оказали значительного влияния на жизнь города. Как проевропейские, так и пророссийские протесты в Мелитополе были менее многочисленными и более мирными, чем во многих других городах Украины. В ходе войны на востоке Украины погибло несколько мелитопольцев, в том числе экипаж сбитого над Луганским аэропортом транспортного самолёта Ил-76.
В 2015 году, после принятия Верховной Радой закона о декоммунизации, по решению сессии горсовета в Мелитополе были сняты с постаментов и переданы на хранение на склад КП «Жилмассив» 3 памятника Ленину, а также бюсты Кирова, Фрунзе, Бронзоса и Пахомова.

## Российско-украинский конфликт и оккупация Россией
24 февраля 2022 года в результате вторжения России на Украину в ходе российско-украинской войны Мелитопольская авиабаза подверглась ракетному удару, а затем была атакована российскими войсками. В тот же день Президент Украины Владимир Зеленский заявил, что «враг давит с оккупированного Крыма, пытается продвинуться в сторону Мелитополя».
26 февраля Россия заявила о занятии города.